# Banco del Geyser
Il Banco del Geyser (in francese Banc du Geyser), chiamato anche Banco del Geysir, è una scogliera quasi del tutto sommersa situata nell'Oceano Indiano.

## Geografia
Il Banco del Geyser è sito nella parte nordorientale del canale del Mozambico, 125 km a nord-est di Mayotte, 112 km a sud-ovest delle isole Gloriose e 200 km al largo della costa nordoccidentale del Madagascar.

Circa 20 km a sud-ovest da esso è situato il Banco di Zéléè.
Ad eccezione di alcune formazioni rocciose nella parte meridionale, il Banco del Geyser, che misura 8 km in lunghezza e 5 in larghezza e occupa un'area di 175 km2, affiora soltanto durante le fasi di bassa marea. Le rocce che lo formano hanno un'altezza compresa generalmente tra 1,5 e 3 m, con alcune eccezioni, come la Roccia del Sud, la più grande di esse, che arriva agli 8 m di altezza. Nella parte orientale sono presenti alcune isole coralline sabbiose dove è presente anche un minimo di vegetazione costituita da erbe e bassi cespugli e che risultano generalmente ricoperte dal guano dei molti uccelli marini che le usano come base di riposo.

L'entrata nella laguna centrale è possibile da sud-sudest.

## Storia
Già conosciuto dai marinai arabi nel 700, il Banco del Geyser è apparso per la prima volta su carte di navigazioni risalenti all'incirca all'anno 800. Attorno al 1650 la scogliera era segnalata sulle mappe spagnole come Arecife de Santo Antonio, infine, il nome attuale le venne dato nel 1678 in onore del vascello inglese Geysir che lo visitò il 23 dicembre del 1678.

## Aspetti economici
Sia la Francia che l'Unione delle Comore rivendicano il Banco del Geyser come parte della loro zona economica esclusiva (ZEE); dal punto di vista francese esso è infatti parte della ZEE delle isole Gloriose, facenti parte del distretto delle Isole sparse dell'Oceano Indiano, distretto del territorio francese d'oltremare chiamato Terre Australi e Antartiche Francesi. La scogliera è rivendicata anche dal Madagascar che arrivò ad annunciarne l'annessione nel 1976 probabilmente attirato dalle possibilità di sfruttamento dei depositi di idrocarburi presenti nelle vicinanze del Banco, tuttavia il Banco del Geyser è, nei fatti, controllato dalle francesi forces armées de la zone sud de l'océan Indien. Nel 2012 la Francia ha incluso la scogliera nel parc naturel marin des Glorieuses, un'area marina protetta volta a preservare il fragile ecosistema delle isole Gloriose.